# Лулу (филм)
Вижте пояснителната страница за други значения на Лулу.
„Лулу“ (на френски: Loulou) е френски романтичен филм от 1980 година на режисьора Морис Пиала по негов сценарий в съавтоство с Арлет Лангман.
В центъра на сюжета е отегчена от живота си жена от горната средна класа, която напуска съпруга си, за да живее с дребен престъпник, прекарващ времето си в безделие. Главните роли се изпълняват от Изабел Юпер и Жерар Депардийо.
„Лулу“ е номиниран за наградата „Златна палма“ и за наградите „Сезар“ за най-добър филм, най-добра актриса и най-добър актьор във второстепенна роля.